# ビターバレン

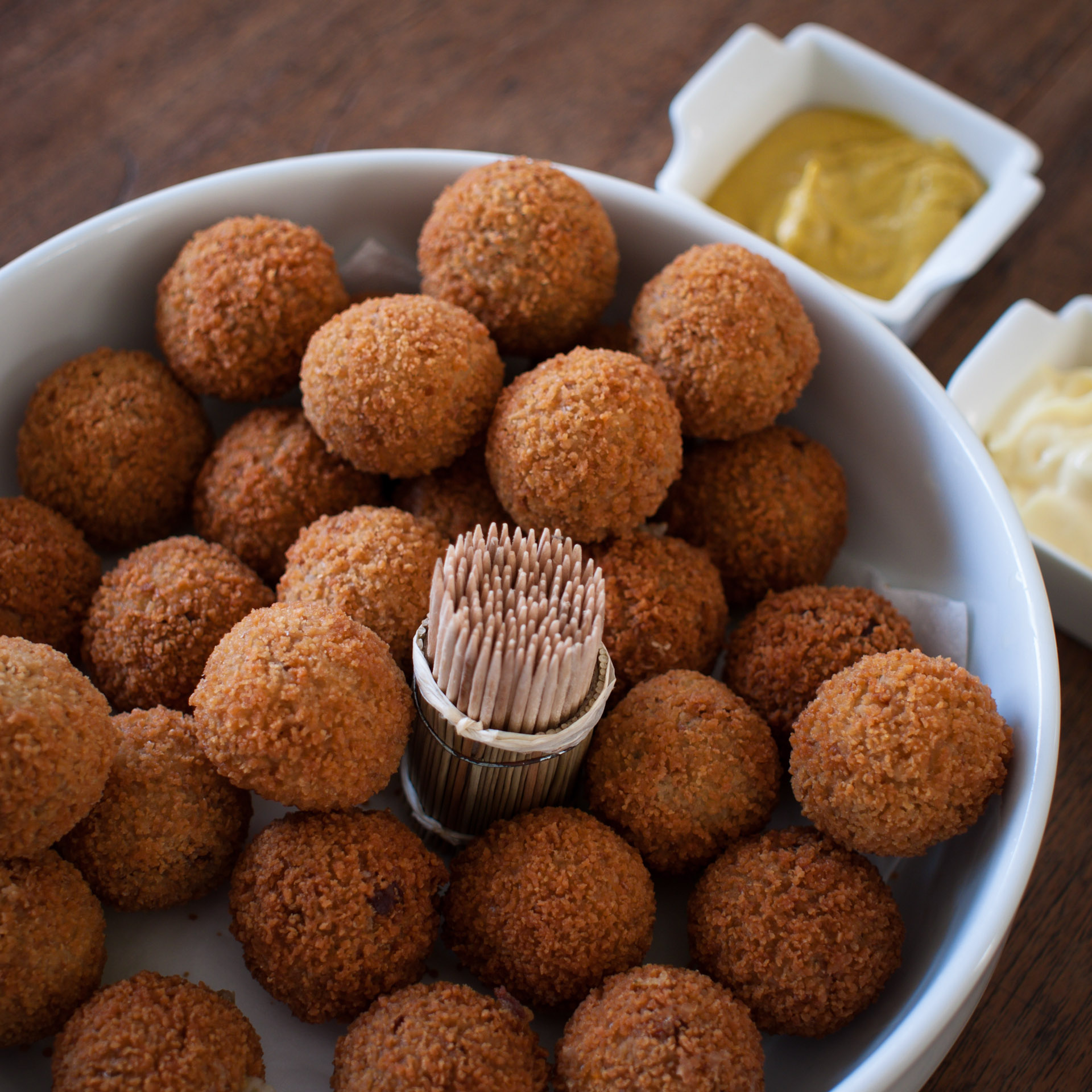
通常、マスタードと共にビターバレンは出される。

ビターバレン （英語:Bitterballen 、オランダ語:bitterbal ）はオランダ料理の一つで、肉料理の辛味が効いたファストフードである。
通常は、ミンチやぶつ切りにした牛肉や子牛の肉、牛肉のブイヨン、バター、濃縮した小麦粉および塩をじっくり煮込んで混ぜた物である。たいていのレシピにはナツメグが含まれ、カレー粉をまぶしたり、細かく刻んだ野菜（ニンジン）を加えたりすることもある。これらの材料を混ぜて焼き、混ぜた物を固めるために冷凍する。一度固めた後、直径約3〜4センチメートルの球状に小分けにして丸められ、パン粉の中に叩きつけ、卵を混ぜてじっくり揚げる。通常は、ディップとしてラメキンや小さなボウルに入ったマスタードと共に出される。ビターバレンはスリナム、オランダ本土やアンティル諸島、インドネシアの多くの場所、その他で食べられる。スリランカの料理 cutlets も、ビターバレンと似ていて辛い料理だが、肉の代わりに魚を使用する。
ビターバレンはクロケット （オランダ語:kroket ）と材料や下ごしらえ、調理方法、また特に風味の面でとても似通っている。クロケットより大きめのクロケッテンは厳密には楕円形のソーセージのような形をしているが、同じような直径の球形である。ビターバレンの料理名は、オランダ語でビターズと呼ばれるハーブ味がする酒に由来し、オランダで居酒屋やパブ、接待に行くと美味しい軽食としてbittergarnituur の一部として提供される。